# Дервиз, Вера Михайловна
Вера Михайловна Дервиз (21 марта [2 апреля] 1878, Старожилово, Рязанская губерния — 1951, Новолисино) — русский и советский учёный-геолог, петрограф.

## Биография
Родилась 21 марта (2 апреля) 1878 года в Рязанской губернии, в имении Старожилово, которое подарил её отцу, рязанскому уездному предводителю дворянства Михаилу Григорьевичу фон Дервизу (1832—1888),  старший брат —  Павел Григорьевич Дервиз. У Михаила Григорьевича и его жены Зиновии Густавовны были ещё дети — Пётр, Мария, Валериан и Нина, в семье воспитывалась также дочь отца от первого брака — Елена. В 1881 году имение было продано и Дервизы переехали в купленный под Рязанью большой каменный дом в сельце Дягилево, рядом с которым через пять лет появилась железнодорожная станция.
В 1896 году окончила в Москве училище ордена Св. Екатерины, а в 1900 году в Санкт-Петербурге — физико-математическое отделение Бестужевских курсов. С 1904 года училась на физическом факультете Женевского университета, где специализировалась в геологии, петрографии и минералогии. Летние каникулы она проводила в экспедициях на Кавказе, где проводила геологические и петрографические исследования пятигорских лакколитов и опубликовала результаты за границей в 1905 году, а также изучала изверженные породы окрестностей Нахичевани и их описание также напечатала в Женеве. В 1910 году защитила диссертацию на степень доктора физики «О лакколитах Пятигорска». 
В 1910—1931 годах работала в Геологическом комитете. В 1913 и 1914 годах, по поручению Геологического комитета, проводит геологические исследования в районе Садонского свинцово-цинкового месторождения. В опубликованной работе ею приведены сведения о многочисленных рудных проявлениях в районе, высказана мысль о связи оруденения с эруптивной фазой вулканизма, давшей покровы кератофиров в конце нижнеюрского времени, а также с последующей поствулканической фазой, приведшей к пропилитизации изверженных пород. С 7 января 1911 года Дервиз — действительный член Императорского петербургского минералогического общества. В 1915 году в «Трудах Геологического комитета» вышла её работа «Кристаллические породы русского Сахалина», результат изучения коллекции, собранной экспедицией Н. Н. Тихоновича и П. И. Полевого 1908—1910 годов.
В 1916 году исследовала месторождения полиметаллов в горной Осетии и опубликовала результаты в «Известиях Геологического комитета» за 1917 год. Летом 1917 года исследовала в Приморской области Ольгинский железорудный район, расположенный в 267 км к северу от Владивостока. В 1918 году производила геологическую съёмку на Урале, исследуя золоторудные месторождения. В 1919 году оказалась в Томске и исследовала месторождения Александровское и Анненское в Семипалатинской области. В полевые сезоны 1923—1928 годов основным районом исследований В. М. Дервиз стал Урал. 
В 1931 году в ходе «чистки» Геолкома (преобразованного в Центральный научный геологоразведочный институт) Дервиз перевели в Уральское отделение института в Свердловск, где в 1931—1934 годах проводила поиск, разведку месторождения железной руды в районе Кушвы, Свердловской области (Валуевское месторождение),  с нанесением его на геологическую карту. После выхода на пенсию в 1934 году, вернулась в Ленинград, где работала по трудовым соглашениям в тресте «Главмедь», в Академии наук, в Главцветметразведке; в блокаду сотрудничала с НИИ коммунального хозяйства.
Автор ряда работ по рудным месторождениям, геологии и петрографии. Перед самой войной по своей инициативе Дервиз изучала важное в оборонном отношении комплексное железо-медно-титано-ванадиевое Волковское месторождение на Урале и передала результаты в Академию наук. Оставшись в блокадном Ленинграде, она исследовала месторождения строительных материалов для нужд обороны города. Активно участвовала в обороне Ленинграда: рыла окопы, была рядовым бойцом 18-го отряда ПВО г. Ленинграда. В 1944 году награждена медалью «За оборону Ленинграда». Тогда же академики В. А. Обручев, П. И. Степанов, А. Н. Заварицкий и Д. С. Белянкин, подчеркивая исключительную научную и практическую ценность выполненных ею на протяжении жизни исследований, ходатайствовали перед учёным советом Геологического института Академии наук о присуждении Дервиз степени доктора геологических наук. 
«Однажды в библиотеке острая на язык Вера Михайловна рассказала анекдот; 20 октября 1945 г. её арестовали, <…> „за контрреволюционную пропаганду“ приговорили трибуналом к десяти годам трудовых лагерей, с лишением всех прав и конфискацией имущества». Приговорена в январе 1946 года по ст. 58-10 к десяти годам ИТЛ и пяти годам понижения в правах. До 1949 года находилась в тюрьме для политзаключенных. Затем была переведена в исправительно-трудовой лагерь № 20, где в 1951 году умерла на станции Новолисино Ленинградской области. 
Реабилитирована 25 мая 1989 года  благодаря усилиям геолога В. И. Ремизовского. 